# Красная книга Костромской области
Красная книга Костромской области — аннотированный список редких и находящихся под угрозой исчезновения животных, растений и грибов Костромской области.

## Издания
Первое издание Красной книги Костромской области выпущено в 2009 году. Красная книга Костромской области является официальным изданием, предназначенным как для специалистов, так и для широкого круга читателей. Оно было подготовлена специалистами Департамента природных ресурсов и охраны окружающей среды Костромской области и учёными Костромского государственного университета им. Н. А. Некрасова, КГТУ, ФГУ ВНИИЛМ «Костромская лесная опытная станция», Костромской государственной сельскохозяйственной академии, ФГУ «Государственный природный заповедник „Кологривский лес“ им. М. Г. Синицына», Лаборатории высшей водной растительности Института биологии внутренних вод им. И. Д. Папанина РАН (Борок), Института проблем экологии и эволюции (Москва), НИАНО «Международного института леса» (Москва), Плесского музея-заповедника (Заволжск).
В издании представлен список редких и находящихся под угрозой исчезновения животных, растений и грибов Костромской области, в который включает 280 видов живых организмов, в том числе: 86 — позвоночных животных, 38 — беспозвоночных животных, 141 — высших растений, 13 —мхов, 1 — лишайников, 1 — водорослей.
Для каждого вида приведены иллюстрации, карта распространения, определены статус и категория редкости, даны краткое описание, сведения о численности и необходимых мерах охраны.
В 2017 году перечни видов были обновлены.
В 2019 году вышло второе издание Красной книги Костромской области.

## Списки видов
На 2019 год в Красную книгу Костромской области внесены 328 таксонов (в скобках указана категория редкости).
- Diplazium sibiricum — Диплазиум сибирский (3)
- Cystopteris fragilis — Пузырник ломкий (3)
- Cystopteris montana — Корневищник горный (4)
- Cystopteris sudetica — Корневищник судетский (2)
- Botrychium lunaria — Гроздовник полулунный (3)
- Botrychium matricariifolium — Гроздовник ромашколистный (1)
- Botrychium multifidum — Гроздовник многораздельный (3)
- Botrychium virginianum — Гроздовник виргинский (1)
- Ophioglossum vulgatum — Ужовник обыкновенный (3)
- Huperzia selago — Баранец обыкновенный (3)
- Lycopodiella inundata — Плаунок топяной (3)
- Equisetum scirpoides — Хвощ камышковый (2)
- Betula nana — Береза карликовая (3)
- Betula humilis — Береза приземистая (3)
- Astragalus glycyphyllos — Астрагал солодколистный (2)
- Vicia pisiformis — Горошек гороховидный (2)
- Lathyrus palustris — Чина болотная (3)
- Lathyrus pisiformis — Чина гороховидная (3)
- Lithospermum officinale — Воробейник лекарственный (3)
- Omphalodes scorpioides — Пупочник ползучий (3)
- Pyrola chlorantha — Грушанка зеленоцветная (3)
- Pyrola media — Грушанка средняя (4)
- Oxycoccus microcarpus — Клюква мелкоплодная (3)
- Moneses uniflora — Одноцветка одноцветковая (3)
- Empetrum nigrum — Водяника черная (2)
- Ulmus glabra — Вяз голый (3)
- Cucubalus baccifer — Волдырник ягодный (3)
- Dianthus arenarius — Гвоздика песчаная (1)
- Dianthus fischeri — Гвоздика Фишера (2)
- Moehringia lateriflora — Мерингия бокоцветная (3)
- Eremogone saxatilis — Пустынница скальная (2)
- Silene procumbens — Смолевка простертая (0)
- Silene nutans — Смолёвка поникшая (3)
- Geranium palustre — Герань болотная (4)
- Geranium robertianum — Герань Роберта (3)
- Gentiana amarella — Горечавка горьковатая (4)
- Gеntiana cruciata — Горечавка крестовидная (3)
- Gentiana pneumonanthe — Горечавка легочная (3)
- Centaurium erythraea — Золототысячник обыкновенный (4)
- Dracocephalum ruyschiana — Змееголовник Рюйша (4)
- Thymus serpyllum — Тимьян ползучий (3)
- Scutellaria hastifolia — Шлемник копьелистный (3)
- Corydalis intermedia — Хохлатка промежуточная (3)
- Sparganium glomeratum — Ежеголовник скученный (3)
- Calamagrostis obtusata — Вейник тупочешуйчатый (3)
- Brachypodium sylvaticum — Коротконожка лесная (3)
- Bromopsis benekenii — Кострец Бенекена (3)
- Glyceria nemoralis — Манник дубравный (4)
- Glyceria lithuanica — Манник литовский (3)
- Poa remota — Мятлик расставленный (3)
- Avenella flexuosa — Овсик извилистый (2)
- Festuca altissima — Овсяница высочайшая (3)
- Agrostis clavata — Полевица булавовидная (3)
- Elymus fibrosus — Пырейник волокнистый (4)
- Schizachne callosa — Схизахна мозолистая (2)
- Phleum phleoides — Тимофеевка степная (4)
- Trisetum sibiricum — Трищетинник сибирский (3)
- Scolochloa festucaceae — Тростянка овсяницевая (3)
- Cinna latifolia — Цинна широколистная (3)
- Chaerophyllum aromaticum — Бутень ароматный (3)
- Conioselinum tataricum — Гирчовник татарский (3)
- Angelica palustris — Дудник болотный (3)
- Kadenia dubia — Кадения сомнительная (4)
- Cenolophium denudatum — Пусторебрышник обнаженный (3)
- Eryngium planum — Синеголовник плосколистный (1)
- Salix lapponum — Ива лопарская (3)
- Salix myrtilloides — Ива черниковидная (3)
- Saxifraga hirculus — Камнеломка болотная (3)
- Arabis pendula — Резуха повислая (2)
- Cardamine pratensis — Сердечник луговой (3)
- Iris sibirica — Ирис сибирский (3)
- Circaea lutetiana — Двулепестник парижский (2)
- Epilobium parviflorum — Кипрей мелкоцветковый (3)
- Nuphar pumila — Кубышка малая (3)
- Nymphaea tetragona — Кувшинка четырехгранная (2)
- Vincetoxicum hirundinaria — Ластовень ласточкин (3)
- Gagea erubescens — Гусиный лук краснеющий (3)
- Polygonatum multiflorum — Купена многоцветковая (3)
- Allium angulosum — Лук угловатый (3)
- Anemone altaica — Ветреница алтайская (4)
- Actaea erythrocarpa — Воронец красноплодный (3)
- Delphinium elatum — Живокость высокая (3)
- Delphinium cuneatum — Живокость клиновидная (3)
- Atragene sibirica — Княжик сибирский (3)
- Clematis recta — Ломонос прямой (1)
- Ranunculus subborealis — Лютик почтисеверный (2)
- Ranunculus gmelinii — Лютик Гмелина (3)
- Ranunculus reptans — Лютик стелющийся (4)
- Hepatica nobilis — Печеночница благородная (3)
- Pulsatilla patens — Прострел раскрытый (3)
- Galium intermedium — Подмаренник промежуточный (3)
- Euforbia borodinii — Молочай Бородина (3)
- Melampyrum cristatum — Марьяник гребенчатый (3)
- Pedicularis kaufmannii — Мытник Кауфмана (4)
- Pedicularis sceptrum-carolinum — Мытник скипетровидный (3)
- Lathraea squamaria — Петров крест чешуйчатый (3)
- Cypripedium calceolus — Венерин башмачок настоящий (3)
- Herminium monorchis — Бровник одноклубневый (3)
- Neottia nidus-avis — Гнездовка настоящая (3)
- Goodyera repens — Гудайера ползучая (3)
- Epipactis palustris — Дремлик болотный (3)
- Calypso bulbosa — Калипсо луковичная (1)
- Gymnadenia conopsea — Кокушник длиннорогий (3)
- Corallorhiza trifida — Ладьян трехраздельный (3)
- Liparis loeselii — Лосняк Лезеля (2)
- Malaxis monophyllos — Мякотница однолистная (3)
- Epipogium aphyllum — Надбородник безлистный (3)
- Ophrys insectifera — Офрис насекомоносная (3)
- Dactylorhiza maculata — Пальчатокоренник пятнистый (3)
- Dactylorhiza traunsteineri — Пальчатокоренник Траунштейнера (3)
- Coeloglossum viride — Пололепестник зеленый (0)
- Listera cordata — Тайник сердцевидный (1)
- Listera ovata — Тайник яйцевидный (3)
- Hammarbya paludosa — Хаммарбия болотная (2)
- Eleocharis quinqueflora — Болотница малоцветковая (1)
- Eleocharis uniglumis — Болотница одночешуйчатая (3)
- Eleocharis mamillata — Болотница сосочковая (3)
- Scirpus tabernaemontani — Камыш Табернемонтана (3)
- Cladium mаriscus — Меч-трава обыкновенная (2)
- Carex arnellii — Осока Арнелла (1)
- Carex riparia — Осока береговая (3)
- Carex rhynchophysa — Осока вздутоносая (4)
- Carex pilosa — Осока волосистая (3)
- Carex capillaris — Осока волосовидная (1)
- Carex capitata — Осока головчатая (4)
- Carex dioica — Осока двудомная (3)
- Carex flava — Осока жёлтая (3)
- Carex paupercula — Осока заливная (3)
- Carex acutiformis — Осока заостренная (3)
- Carex sylvatica — Осока лесная (4)
- Carex loliacea — Осока плевельная (3)
- Carex chordorrhiza — Осока плетевидная (3)
- Carex panicea — Осока просяная (2)
- Carex atherodes — Осока прямоколосая (3)
- Carex remota — Осока раздвинутая (4)
- Carex tenuiflora — Осока тонкоцветковая (2)
- Carex pilulifera — Осока шариконосная (4)
- Rhynhospora alba — Очеретник белый (3)
- Blysmus compressus — Поточник сжатый (2)
- Trichophorum alpinum — Пухонос альпийский (3)
- Eriophorum gracile — Пушица стройная (3)
- Eriophorum latifolium — Пушица широколистная (4)
- Elatine hydropiper — Повойничек водноперечный (3)
- Elatine triandra — Повойничек трехтычинковый (3)
- Veronica urticifolia — Вероника крапиволистная (2)
- Montia fontana — Монция ручейная (0)
- Primula veris — Первоцвет весенний (1)
- Hottonia palustris — Турча болотная (1)
- Utricularia minor — Пузырчатка малая (2)
- Utricularia intermedia — Пузырчатка промежуточная (3)
- Potamogeton praelongus — Рдест длиннейший (3)
- Potamogeton obtusifolius — Рдест туполистный (3)
- Trapa natans — Чилим плавающий (4)
- Fragaria viridis — Земляника зелёная (3)
- Sanguisorba officinalis — Кровохлебка лекарственная (0)
- Rubus humulifolius — Малина хмелелистная (3)
- Drosera anglica — Росянка английская (3)
- Triglochin maritimum — Триостренник приморский (0)
- Petasites frigidus — Белокопытник холодный (3)
- Ligularia sibirica — Бузульник сибирский (3)
- Cacalia hastata — Какалия копьевидная (3)
- Senecio nemorensis — Крестовник дубравный (3)
- Senecio fluviatilis — Крестовник приречный (4)
- Senecio tataricus — Крестовник татарский (3)
- Eupatorium cannabinum — Посконник коноплевидный (3)
- Galatella punctata — Солонечник точечный (2)
- Crepis sibirica — Скерда сибирская (3)
- Trommsdorffia maculata — Троммсдорфия крапчатая (4)
- Helichrysum arenarium — Цмин песчаный (1)
- Jovibarba globifera — Бородник шароносный (1)
- Hylotelephium maximum — Очитник наибольший (4)
- Alisma lanceolatum — Частуха ланцетная (4)
- Viola collina — Фиалка холмовая (3)

- Hygroamblystegium tenax — Гигроамблистегиум прочный (3)
- Pseudocalliergon trifarium — Псевдоколлиергон трёхрядный (4)
- Scorpidium scorpioides — Скорпидиум скорпионовидный (4)
- Calliergon richardsonii — Каллиергон Ричардсона (2)
- Tomentypnum nitens — Томентипнум блестящий (3)
- Dicranum bonjoanii — Дикранум Бонжана (3)
- Dicranum fragilifolium — Дикранум ломколистный (3)
- Paludella squarrosa — Палюделла оттопыренная (3)
- Homalia trichomanoides — Гомалия трихомановидная (2)
- Splachnum ampullaceum — Сплахнум бутылковидный (0)
- Splachnum luteum — Сплахнум желтый (0)
- Splachnum rubrum — Сплахнум красный (0)
- Helodium blandowii — Гелодиум Бландова (3)
- Dichelyma falcatum — Дихелима серповидная (3)
- Sphagnum palustre — Сфагнум болотный (3)
- Sphagnum lindbergii — Сфагнум Линдберга (4)
- Crossocalyx hellerianus — Кроссокаликс Геллера (4)
- Riccardia latifrons — Риккардия широколопастная (4)

- Batrachospermum gelatinosum — Батрахоспермум четковидный (3)
- Chara virgata — Хара прутьевидная (4)
- Chara tomentosa — Хара войлочная (4)
- Chara aculeolata — Хара мелкошиповая (4)
- Chara contraria — Хара противоположная (4)
- Chara aspera — Хара шероховатая (4)
- Chara papillosa — Хара сосочковая (4)

- Lobaria pulmonaria — Лобария легочная (3)
- Ramalina fraxinea — Ромалина ясеневая (4)
- Nephromopsis laureri — Нефромопсис Лаурера (3)

- Hericium coralloides — Ежовик коралловидный (4)
- Polyporus umbellatus — Полипорус зонтичный (4)
- Sarcosoma globosum — Саркосома шаровидная (2)
- Spathularia flavida — Грибная лопаточка (3)

- Anodonta cygnea — Беззубка обыкновенная (5)
- Unio crassus — Перловица толстая (5)

- Lepidurus apus — Щитень весенний (3)
- Triops cancriformis — Щитень летний (3)
- Astacus leptodactylus — Речной рак узкопалый (5)

- Carabus glabratus — Жужелица гладкая (3)
- Cylindera germanica — Скакун германский (3)
- Carabus nitens — Жужелица блестящая (4)
- Calosoma auropunctatum — Красотел золотоямчатый (4)
- Cicindela silvatica — Скакун лесной (3)
- Oryctes nasicornis — Жук-носорог (3)
- Protaetia marmorata — Бронзовка мраморная (3)
- Chalcophora mariana — Златка большая сосновая (3)
- Chrysobothris affinis — Златка бронзовая (3)
- Dytiscus latissimus — Плавунец широчайший (3)
- Emus hirtus — Стафилин мохнатый (4)
- Macroleptura thoracica — Усач лептура красногрудая (4)
- Pachyta lamed — Пахита ламед (2)
- Dolichovespula silvestris — Оса лесная (4)
- Vespula vulgaris — Оса обыкновенная (5)
- Vespula rufa — Оса рыжая (4)
- Bembex rostrata — Оса бембекс носатый (3)
- Cimbex femoratus — Пилильщик большой березовый (3)
- Bombus terrestris — Шмель земляной (5)
- Bombus muscorum — Шмель моховой (3)
- Bombus hortorum — Шмель садовый (5)
- Formica aquilonia — Северный лесной муравей (3)
- Lestes dryas — Лютка-дриада (3)
- Libellula depressa — Плоская стрекоза (3)
- Ischnura elegans — Тонкохвост изящный (4)
- Melitaea phoebe — Шашечница Феба (4)
- Eudia pavonia — Малый ночной павлиний глаз (2)
- Papilio machaon — Махаон (5)
- Parnassius mnemosyne — Мнемозина (3)
- Iphiclides podalirius — Подалирий (2)
- Catocala fraxini — Голубая орденская лента (3)

- Lampetra planeri — Европейская ручьевая минога (3)

- Rhodeus sericeus — Обыкновенный горчак (4)
- Alburnoides bipunctatus rossicus — Русская быстрянка (4)
- Thymallus thymallus — Европейский хариус (3)
- Acipenser ruthenus — Стерлядь (2)
- Cottus gobio — Обыкновенный подкаменщик (3)
- Anguilla anguilla — Обыкновенный угорь (2)

- Bufo viridis — Зеленая жаба (3)
- Bombina bombina — Краснобрюхая жерлянка (4)
- Pelobates fuscus — Обыкновенная чесночница (3)
- Salamandrella keyserlingii — Сибирский углозуб (2)

- Coronella austriaca — Обыкновенная медянка (2)
- Anguis fragilis — Ломкая веретеница (3)
- Lacerta agilis — Прыткая ящерица (5)

- Ciconia ciconia — Белый аист (3)
- Ixobrychus minutus — Малая выпь (2)
- Ardea cinerea — Серая цапля (5)
- Ciconia nigra — Черный аист (1)
- Parus cyanus — Белая лазоревка (3)
- Acrocephalus arundinaceus — Дроздовидная камышевка (2)
- Perisoreus infaustus — Кукша (3)
- Nicifraga caryocatactes caryocatactes — Европейская кедровка (3)
- Lullula arborea — Лесной жаворонок (2)
- Coccothraustes coccothraustes — Обыкновенный дубонос (5)
- Emberiza aureola — Овсянка-дубровник (3)
- Emberiza rustica — Овсянка-ремез (3)
- Hippolais caligata — Северная бормотушка (4)
- Emberiza hortulana — Садовая овсянка (4)
- Lanius excubitor — Серый сорокопут (2)
- Parus ater — Синица-московка (5)
- Turdus merula — Черный дрозд (3)
- Sylvia nisoria — Ястребиная славка (2)
- Rufibrenta ruficollis — Краснозобая казарка (2)
- Cygnus cygnus — Лебедь-кликун (2)
- Mergus albellus — Луток (2)
- Anser erythropus — Пискулька (2)
- Picus viridis — Зеленый дятел (2)
- Picus canus — Седоголовый дятел (5)
- Picoides tridactylus — Трехпалый дятел (3)
- Porzana parva — Малый погоныш (4)
- Cuculus saturatus — Глухая кукушка (3)
- Lagopus lagopus — Белая куропатка (2)
- Podiceps auritus — Красношейная поганка (4)
- Podiceps ruficollis — Малая поганка (4)
- Podiceps grisegena — Серощекая поганка (5)
- Podiceps nigricollis — Черношейная поганка (4)
- Alcedo atthis — Обыкновенный зимородок (2)
- Chlidonias leucopterus — Белокрылая крачка (2)
- Numenius arquata — Большой кроншнеп (2)
- Tringa nebularia — Большой улит (5)
- Haematopus ostralegus — Кулик-сорока (5)
- Charadrius dubius — Малый зуек (3)
- Sterna albifrons — Малая крачка (1)
- Larus minutus — Малая чайка (3)
- Tringa totanus — Травник (3)
- Strix nebulosa — Бородатая неясыть (2)
- Glaucidium passerinum — Воробьиный сыч (1)
- Strix uralensis — Длиннохвостая неясыть (3)
- Bubo bubo — Филин (2)
- Surnia ulula — Ястребиная сова (3)
- Aquila chrysaetos — Беркут (1)
- Aquila clanga — Большой подорлик (2)
- Circaetus gallicus — Змееяд (2)
- Aquila pomarina — Малый подорлик (2)
- Pernis apivorus — Обыкновенный осоед (3)
- Haliaeetus albicilla — Орлан-белохвост (1)
- Pandion haliaetus — Скопа (2)
- Falco columbarius — Дербник (3)
- Falco vespertinus — Кобчик (2)
- Falco rusticolus — Кречет (4)
- Falco peregrinus — Сапсан (2)
- Falco subbuteo — Чеглок (3)

- Myopus schisticolor — Лесной лемминг (3)
- Dryomys nitedula — Лесная соня (3)
- Micromys minutus — Мышь-малютка (3)
- Pteromys volans — Обыкновенная летяга (2)
- Eliomys quercinus — Садовая соня (3)
- Sorex minutissimus — Бурозубка-крошка (3)
- Desmana moschata — Русская выхухоль (2)
- Myotis daubentoni — Водяная ночница (4)
- Vespertilio murinus — Двуцветный кожан (4)
- Myotis dasycneme — Прудовая ночница (4)
- Nyctalus noctula — Рыжая вечерница (4)
- Vespertilio nilssoni — Северный кожанок (4)
- Myotis mystacinus — Усатая ночница (4)
- Plecotus auritus — Ушан (4)
- Mustela lutreola lutreola — Северная европейская норка (2)